# Cordevole
De Cordevole is een rivier in de Italiaanse provincie Belluno. Het is de belangrijkste zijrivier van de Piave.
De rivier ontspringt in nabijheid van de Pordoipas. Niet ver hiervandaan ligt de belangrijke wintersportplaats Arabba. Bij Alleghe wordt de Cordevole gestuwd en is het Lago d'Alleghe ontstaan. Het meer is ontstaan in 1771 toen een grote steenmassa loskwam van de Monte Piz en de rivier blokkeerde. Ten zuiden van de plaats Agordo passeert de Cordevole het Nationaal Park Dolomiti Bellunesi. Op de hoogte van Mel stroomt de rivier uit in de Piave.

## Belangrijkste zijrivieren
- Andraz
- Pettorina
- Fiorentina
- Biois
- Tegnas
- Mis

## Plaatsen langs de Cordevole
- Arabba
- Alleghe
- Agordo
- Cavalese
- Lavis

- Gemeinsame Normdatei: 4090554-8
- Virtual International Authority File: 246106810